# IDPhoto

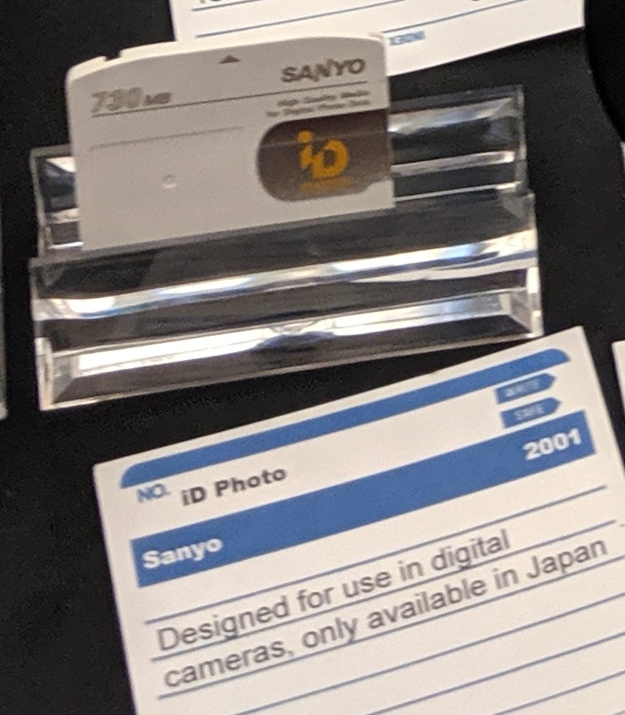
iDPhoto-Diskette

Eine iDPhoto (ID-Photo) ist ein digitales Speichermedium, das im Jahr 2000 von Sanyo auf den Markt gebracht wurde.
iDPhoto-Disketten speichern Daten mittels magnetischoptischer Speicherung (MO-Diskette). Die Diskette ist 59 mm × 56 mm × 4,8 mm groß und hat einen Scheibendurchmesser von 50 mm. Die Speicherkapazität beträgt 730 MB bei einer Datenübertragungsgeschwindigkeit von 2 MB/s.
iDPhoto erwies sich in Deutschland als Flop und wird nicht mehr unterstützt.
Die einzige Kamera, die dieses Format unterstützte, war die Sanyo IDC-1000Z.